# 绍莫吉哈尔沙吉
绍莫吉哈尔沙吉，是匈牙利巴兰尼亚州所辖的一个村。总面积30.97平方公里，总人口444，人口密度14.3人/平方公里（2011年1月1日）。